# ドナルド・クローハースト
ドナルド・チャールズ・アルフレッド・クローハースト（英: Donald Charles Alfred Crowhurst、1932年 - 1969年7月1日ごろ）は、イギリスの実業家、電気技師、バラ議会議員、アマチュアセーラー。
サンデー・タイムズ紙が主催した、単独無寄港世界一周ヨットレース・ゴールデン・グローブ・レース中に失踪したことで知られる。
クローハーストは、レースの優勝賞金を自身の事業の失敗の穴埋めに使うことを目論んでこのレースに参加したが、実際にはレース序盤でさまざまな困難に襲われ、世界一周を早々に断念。捏造した航海報告を行い、世界一周をしていないにもかかわらず、さも世界一周を達成したかのようにゴールすることを企てた。このことは、クローハーストが大西洋上のヨットから忽然と姿を消し、蛻の殻となったヨットの中から発見された航海日誌によって明るみに出た。そして、この日誌はクローハーストが徐々に正気を失い狂気に蝕まれていく様子が克明に記されており、最後にはクローハーストの投身自殺が示唆されていた。

## 若年期
クローハーストは、1932年にイギリス領インド帝国（現・インド）のガーズィヤーバードで生まれた。母は学校の教師で、父はインドの鉄道会社で働いていた。妊娠中、娘を授かることを切望していた母親によって、クローハーストは7歳になるまで女の子のように育てられた。インド独立の機運が高まり始めてから、クローハースト一家はイングランドへと戻った。クローハースト一家の退職貯蓄はインドのスポーツ用品メーカーに投資されていたが、インド・パキスタン分離独立にともなう暴動によってその会社は焼失してしまった。
1948年にクローハーストの父が死去。大黒柱である父親の死去によって一家が経済的に困窮したことから、クローハーストは学校を早々に退学せざるを得なくなり、ファーンボロ空港の王立航空機関において5年間見習いとして働くこととなった。1953年にはイギリス空軍よりパイロットに任命された。しかし、理由ははっきりとしないがクローハーストは翌1954年に空軍を依願退職している。続いて1956年にイギリス陸軍の一部門・英国電気機械技師協会に雇用される。同年、クローハーストは規律違反がもとでイギリス陸軍を退役し、イングランド南西部・サマセット州ブリッジウォーターに落ち着いた。この地でクローハーストは、エレクトロン・ユーティライゼーション（Electron Utilisation）と呼ばれる事業をスタートさせる。クローハーストは地域のコミュニティで自由党員として積極的に活動しており、ブリッジウォータバラ議会の議員にも選出されている。

### ベンチャービジネス
週末には趣味でヨットに乗るクローハーストは、ナヴィケーター（Navicator）と呼ばれる無線方位測定器を設計・製造した。船舶用および航空用のビーコンを用いて自身の位置を特定することができる手持ちサイズの機器であった。この機器を何台か販売することができたものの、クローハーストの事業は早々に困難な状況に陥り始めた。このほかにも無線標識の開発も行っていたが、そちらについても販売状況は芳しくなく、事業は失敗続きだったと伝わっている。自身の開発した機器の宣伝を大々的に行い、ビジネスの苦境を脱することを目的にクローハーストはサンデー・タイムズ・ゴールデン・グローブ・レースへ参戦する。参加するためのヨットの建造など、さまざまな金銭的投資が必要だったため、クローハーストはスポンサーを探した。最終的に、クローハーストのメインスポンサーはイングランドの実業家スタンリー・ベスト（英: Stanley Best）になったが、ベストはクローハーストの失敗続きのビジネスにすでに巨額の投資を行っていた。このヨットレースに参加する際に、クローハーストはベストから金銭的補助を受ける条件として、自身の会社と自宅を抵当に入れている。これにより彼の財務状況はより深刻なものとなった。

## ゴールデン・グローブ

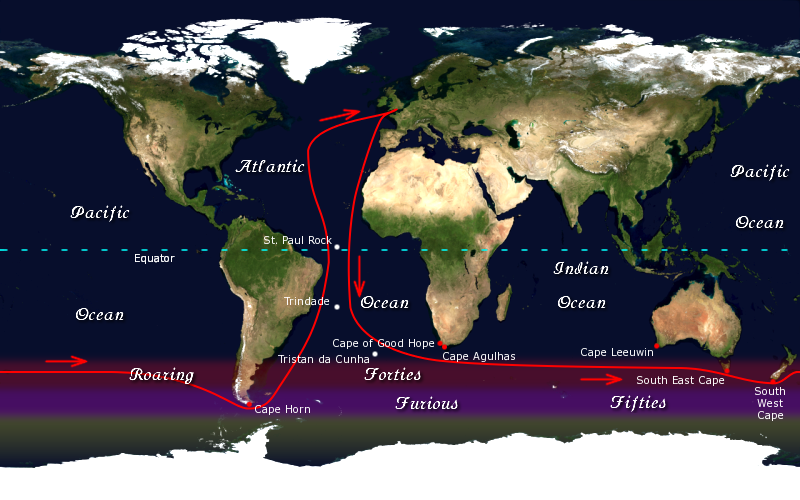
ゴールデン・グローブ・レースのルート

ゴールデン・グローブ・レースは、フランシス・チチェスターのヨットによる単独世界一周航海に触発されたものである。チチェスターは、シドニー（オーストラリア）に1回寄港したのみで単独世界一周を達成している。この記録は少なからぬ注目を集め、多くのセーラー達を必然的に次なる挑戦に誘うことになった。つまり、単独無寄港世界一周航海である。
イギリスのサンデー・タイムズ紙はチチェスターのスポンサーであり、その成功によって大きな利益を得ていた。そして、史上初の単独無寄港世界一周航海にも関与することを考えた。しかしながら、サンデー・タイムズ紙にはどのセーラーのスポンサーになればいいのかが分からなかった。当時、5人のセーラーが単独無寄港世界一周航海を計画していたことがきっかけとなり、同紙は単独無寄港世界一周ヨットレースとしてゴールデン・グローブ・レースを開催することとなった。このレースには参加資格やセーリングの経験の制限はなく、誰でもエントリーが可能となっていた。当時は参加申し込み時に単独航海技術のデモンストレーションを要求することが一般的で、ほかのヨットレースと比較すると対照的であった。ゴールデン・グローブ・レースの参加者は、1968年6月1日から10月31日の間にイングランド南端部に位置するファルマスを出港することが定められていた。これは、夏の間に危険な南極海を通過するために設定されていた。ゴールデン・グローブ・レースでは、最初に単独無寄港世界一周を達成した者にトロフィーが、最短日数で単独無寄港世界一周を達成した者には、5,000スターリング・ポンドが贈られることになっていた。当時の5,000スターリング・ポンドは、2016年現在の物価に換算すると約60,600スターリング・ポンドと同等である。また2013年時点の日本円で、約4,000万円程度の価値ともいわれる。
クローハースト以外のレースの参加者は、ロビン・ノックス＝ジョンストン（イギリス）、ナイジェル・テトリー（イギリス）、ベルナール・モワテシエ（フランス）、チャイ・ブライス（イギリス）、ジョン・リッジウェイ（イギリス）、ウィリアム・キング（イギリス）、アレックス・カロッツォ（イタリア）、ロイック・フージュロン（フランス）の8名であった。「タヒチ」の愛称で呼ばれたビル・ハウエルは著名な双胴船乗りで、1964年から1968年までのシングル＝ハンデッド・トランス＝アトランティック・レースの優勝者であり、彼もゴールデン・グローブ・レースへの参加を表明していたが、結局レースに参加することはなかった。
ほかのレース参加者がすでにセーラーとして実績を残していたことや、著名なジャーナリストによる取材を受けたことから、一般人のアマチュアセーラーであるクローハーストが単独無寄港世界一周レースに挑戦するということが広く知れ渡った。このため、クローハーストは多くの応援を得て一躍人気者となった。
クローハーストは、デイリー・メールとデイリー・エクスプレスの犯罪記者、ロドニー・ホールワースをPR活動責任者に起用している。

### クローハーストのボートとレースへの準備
クローハーストがゴールデン・グローブ・レースに参加するために建造したヨットは、テインマス・エレクトロン（英: Teignmouth Electron）と名付けられた長さ40フィート（約12メートル）のトリマラン（三胴船、主船体の両脇に2つの副船体を持つ）であった。この船は、カリフォルニアのアーサー・パイヴァーによって設計され、建造費は12,000スターリング・ポンドであった。この建造費はスポンサーからの借金で賄われている。当時、トリマランが世界一周のような長期の航海に用いることが可能な形式であるかどうかは不確かであった。トリマランは、単胴船のヨットと比較してより高速な航海が可能なポテンシャルを持っている。その一方で、特に初期の設計では積載量が多いと非常に遅くなるうえに、風上に近い方向に航海することが相当に難しいという特性を持っていた。トリマランはその安定性から多くのセーラーに人気があったが（たとえば巨大波などによって）一度転覆してしまうと、単胴船とは異なり、外部からの援助なしには正常な状態に復帰させることが難しく、船員にとっては致命的な惨事となってしまう危険性をはらんでいた。
ヨットの安全性を向上させるために、クローハーストは膨脹式の浮袋をマストの先に設置し、転覆を防ごうとした。ヨットが転覆しかけると、船体に設置された水センサーがそれを検知して浮袋が膨張する仕組みであった。この装備により、船体が横倒しになったところで転覆は止まる。さらに、巧妙に配置されたポンプによって、上になった側の副船体に水が注入され、その重みが波の動きと相まってボートを直立状態に引き戻す。自ら開発したこれらの装備とともに世界一周を達成することで有用性を証明し、製造・販売事業を展開するのがクローハーストの目論見であった。
しかしながら、出資を確保しつつヨットを建造し、機器の設置を行うためにクローハーストに与えられた時間は非常に短かった。結局クローハーストは、装備する予定だった安全機器のすべてが不完全な状態で出港せざるを得なかった。クローハースト自身は出港後、航海中にこれらの機器を完成させるつもりだった。同様に出港期限間際の混乱によって、クローハーストはヨットの予備部品や備蓄品を置き忘れて出港している。挙句の果てには、クローハーストは自身の船が完成するまで、トリマランでセーリングを行ったことすらなかった。
1968年10月13日、経験豊富なセーラーであるピーター・エデン海軍少佐が、レース前のクローハーストがカウズからテインマスへ航海する最後の航程に同行することを申し出た。クローハーストはカウズにいる間に幾度となく落水しており、そしてエデンとともにテインマス・エレクトロンに乗り込む際にも、小型ゴムボートの船尾を船外に取りつける腕金に滑って転倒し、再び落水してしまった。クローハーストと過ごした2日間について語るエデンの言葉は、クローハーストのセーラーとしての能力および彼の船に対する独立評価としてもっとも信頼のおけるものである。エデンの回想によれば、テインマス・エレクトロンはとても高速に航行できる一方で、風上に対して60°以下の角度を取ることが難しかった。その速度はしばしば12ノット（約22.2km/h）に達したが、振動が発生してハスラー自動操舵装置のねじが緩んだという。エデンは「ねじを締めるため、船尾に寄りかかりっぱなしでいなければならなかった。難しくて時間がかかる作業だった。私はクローハーストに、もし長い航程の中でその操舵装置を使い続けたいならば、接合部は溶接しなければならないと伝えたんだ」と述べている。エデンは同時に、操舵装置の機能自体にはまったく問題がなく、ヨットは「間違いなくよく走る」と評している。
エデンによれば、クローハーストのセーリング技術は高かったとのことだが、「私は彼の航海は少々向こう見ずであると感じていた。私は、たとえ水路の中であっても自分自身がどこにいるのかを正確に把握することが重要だと考えている。彼はそのことについてあまり思い悩むことはなく、ときどき数枚の紙に単に図式を書くだけだった」と述べている。偏西風に対抗して水路に入るために2度上手回しを行わなければならなかったものの、10月15日14時30分にクローハーストらはテインマスの港に到着した。そこでは、熱狂的なBBCのテレビクルーらが、エデンをクローハーストと信じ込んで撮影を始めるという一幕もあった。この時点で、レースの出港期限である10月31日まで残すところ16日となっていた。

### 出港と偽装
クローハーストがデヴォン州テインマスから出港したのは、レースの出港期限である1968年10月31日であった。出港してからまもなく、船や機材に加えて、クローハーストの外洋におけるセーリングの技術や経験の欠如といった多種多様な問題が表面化しはじめた。最初の数週間、クローハーストは当初予定していた航程の半分以下の距離しか航海を行うことができなかった。最良のコースを航海している間であっても、操船の難しいトリマランで最高速度に近い速度を出すほどの技量をクローハーストは持ち合わせていなかった。航海日誌によれば、彼はこの航海を無事に終えられる可能性は五分五分であると考えていた。しかもそれは、自作のさまざまな船舶用安全装置を危険な南極海に到達するまでに完成させた場合であった。しかしそれらの機器は、結局完成させることができず、使い物にならない状態だった。このようにクローハーストは、レースをリタイアし経済的破滅と恥辱に直面するか、それとも航海に適さない期待外れの船に乗ってほぼ確実な死へ向かっていくかの二択に迫られた。1968年11月から12月の間、状況は全く望みのないままで、クローハーストを手の込んだ偽装へと追い詰めていった。ほかのレース参加者が南極海を航行している数か月の間、クローハーストは自身のヨットの無線設備の電源を落とし、南大西洋周辺で時間を潰すことにした。その間、クローハーストは航海日誌の捏造を行い、何食わぬ顔でイングランドへ戻ろうと考えていた。最終到達者であれば、ほかの達成者たちと同様の航海日誌の精査は行われないとクローハーストは推測していた。

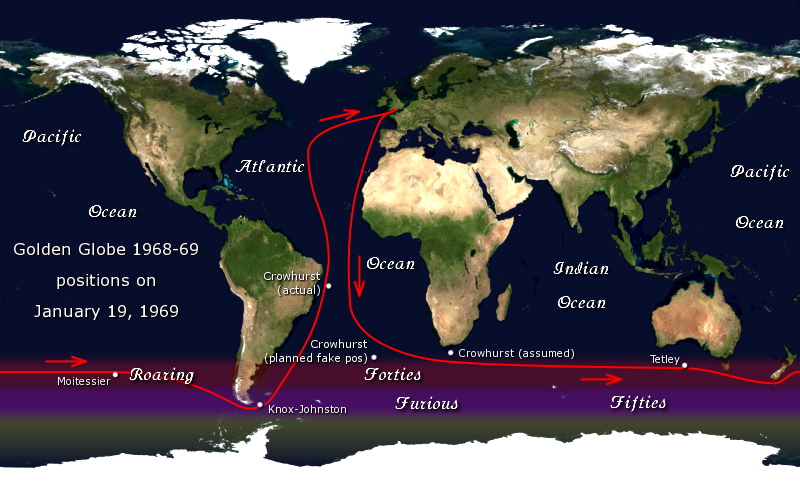
1969年1月19日時点のレース参加者の推定位置。クローハーストについては、偽装して記載された位置(planned fake pos)、無線不通の中で仮定された位置(assumed)、実際の位置(actual)が書かれている。

出港以来、クローハーストは位置情報を故意に曖昧なものにして無線で報告し続けていた。1968年12月6日からは、クローハーストは曖昧ながら虚偽の位置情報を報告し、航海日誌をおそらく捏造し始めた。12月初めに、クローハーストからの無線通信で1日に243マイル（約391キロメートル）もの距離を航行したとの報告があった。1日に243マイルもの距離を航行したというのは、真実であれば当時の世界新記録であった。その後もクローハーストは、記録的なスピードで航海が進んでいると報告を続けていた。このような偽装された報告をもとに、クローハーストには、まるでこのレースの勝者であるかのように世界中から声援が寄せられている。しかしその一方で、フランシス・チチェスターはクローハーストの航海報告の信憑性に疑念を表明している。さらに1969年1月以降はかなり多くの航海が無線不通という状況で行われるようになったため、クローハーストの位置は彼が当初に報告していたものを下敷きに推測されていた。実際のクローハーストの航海は、南極海へ向かうというよりも南大西洋を迷走しているというべき航程をたどっており、無寄港というルールに反して、船の修理のために1969年3月には南アメリカ・アルゼンチンに寄港している。
レースの参加者の1人であるモワテシエは、1969年2月初めに南アメリカ大陸の先端部（ホーン岬沖）を回って大西洋に入ったが、レースを途中で放棄しタヒチに向かって航海を続けると決断した。このとき、モワテシエは大会本部に対して「金や名誉のためにやっているのではない」という旨を伝えたとされる。1969年4月22日、ロビン・ノックス＝ジョンストンがイングランドへと帰還し、このレースの最初の達成者となった。ノックス＝ジョンストンの航海日数記録は313日であった。実際にはレースを離脱していたクローハーストは、次点でイングランドに向かっているテトリーと2着を争っていると推定された。加えて、クローハーストの出航日が遅かったことから、まだノックス＝ジョンストンの記録を超える可能性は残されていた。同月にはクローハーストとの無線通信が再開され、ゴール到着が近いとの報告がなされていた。しかし、テトリーはクローハーストのはるか先を航海しており、クローハーストが潜伏していた場所から約150海里（約278キロメートル）も離れた場所を航行していた。しかし、テトリーはクローハーストと互角の勝負をしていると信じていた。テトリーはクローハーストと同じく40フィート（約12メートル）のパイヴァーが設計したトリマランを操船していたが、5月20日にゴールまで約800マイル（約1,288キロメートル）の位置で船体が崩壊し、沈没。レースを放棄せざるを得なくなった。テトリーがレースを棄権したことで、クローハーストの「航海日数」がノックス＝ジョンストンを上回ることが確実となったことから、クローハーストにのしかかる重圧はさらに大きなものとなっていった。もしクローハーストがもっとも早く世界一周を成し遂げた場合、航海報告に疑念を抱いている熟練したセーラーたちによって航海日誌が詳細に調査されることになったと考えられる。そして、その偽装はおそらく白日の下に曝されたであろう。それにクローハーストは、世界一周一歩手前まで正真正銘の航海を行ったテトリーの業績に傷をつけてしまうことに罪悪感を持つようになっていった。また、このころからクローハーストは、ホーン岬を回ってイギリスへ帰還する航路に沿って航海しはじめている。
その後、クローハーストからの無線通信は6月29日のものが、航海日誌は7月1日付の記述が最後となった。そして、クローハーストのヨット、テインマス・エレクトロンは7月10日に無人で漂流しているところを発見された。

### 精神障害の発症と死
航海日誌に記載されたクローハーストの行動は、多くの葛藤を抱えている複雑な精神状態を如実に示していた。捏造の仕方は真剣さを疑わせるもので、自滅的ですらあった。彼は確実に強い疑念を呼び起こすと考えられる非現実的な速さの航海記録をつけていた。それにもかかわらず、彼は多くの時間を虚偽の航海日誌の作成に費やしていた。たびたび指摘されることではあるが、天体を用いた航行法（天測航法）で辻褄を合わせる必要があるため、単純に事実を記録するよりも、偽造した航海記録を作成することの方が困難である。
最後の数週間分の航海日誌の記述からは、現実に賞金を手にする可能性が見えて以来、クローハーストがそれまで以上に精神状態を悪化させていったことが読み取れる。航海日誌の記述は、詩や引用文、虚実入り乱れた航海記録、その他の雑感といったものからなり、最終的に25,000ワードを超える量となった。航海日誌には、クローハーストが何の希望もない状況から抜け出すため、哲学的な再解釈を構築しようとした形跡もあった。しかし、テトリーの脱落により自身の勝利と航海日誌の精査が確定し、事態を切り抜けることが不可能になったという認識が、彼にとって決定打となったと考えられる。
クローハーストの日誌の最後の記述は1969年7月1日のものであった。そして、クローハーストが船外へと投身自殺にいたったことを示唆していた。発見された船には、荒波の中を航海したり、クローハーストが船外に投げ出されたりするようなアクシデントが発生したような形跡はなかった。クローハーストは、自身の捏造した航海日誌1冊と船の時計とともに大西洋へと身を投げたと考えられている。船には、3冊の記録簿（2冊の航海日誌と1冊の無線記録）と大量の紙片が残されていた。それらの内容は、クローハーストの哲学的な考えを記録していることに加えて、彼が実際にたどった航程記録を白日の下に曝した。伝記作家のトマリンとホールは、実際には考えづらいとしながらも、何らかの食中毒がクローハーストの精神障害の発症を助長した可能性を否定できないと述べている。またこれ以外にも仮説がいくつか存在する。

### 余波

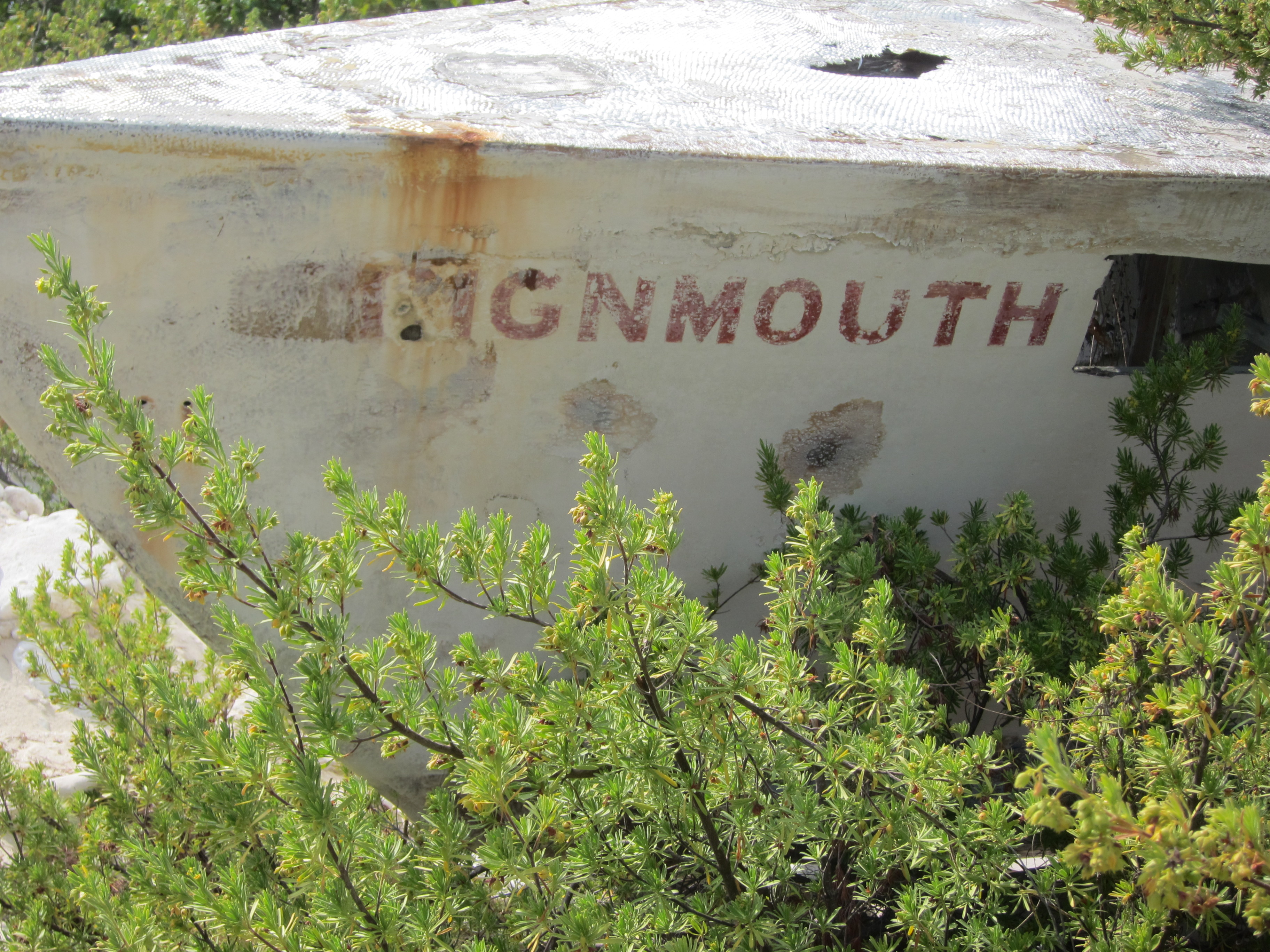
テインマス・エレクトロンの船体の残骸。船体には船名のテインマス (TEIGNMOUTH) の部分が残っているが、続くエレクトロン (ELECTRON) の部分は何者かによって略奪されている。ケイマンブラック島の浜に打ち捨てられている状態のものを2011年3月に撮影。

テインマス・エレクトロンは、1969年7月10日に無人で漂流しているところを、RMVピカルディによって発見された。発見された地点は北緯33度11分 西経40度26分 / 北緯33.183度 西経40.433度であった。クローハースト失踪の報を受けて、船が発見された場所の近辺と、推測された航路について空と海からの捜索が行われたが、遺体が発見されることはなかった。クローハーストの残した記録簿と大量の紙の調査が行われると、偽装の企てと神経衰弱、そして最終的に自殺したであろうことが判明した。これらの事実は、7月下旬に報道され、各種メディアで大きな騒動となった。
偽装の企てが明るみに出る前に、レースの勝者であるロビン・ノックス＝ジョンストンは、このゴールデン・グローブ・レースの勝者として得た賞金5,000スターリング・ポンドをクローハーストの遺された妻と子供たちに寄付した。ナイジェル・テトリーは、残念賞を受賞し新たなトリマランを建造した。
新聞報道（1969年7月15日）では、テインマス（後援協）議会がこのクローハーストの船を展示して、見物人に一人あたり2シリング6ペンスの見物料を課して収益金をクローハーストの妻子に寄付することを検討していると報じた。
テインマス・エレクトロンはのちにジャマイカに移送され、さまざまな人物の間で売買された。近年では、2007年にアメリカ人芸術家のマイケル・ジョーンズ・マッキーンが購入した。この船はいまだにケイマン諸島（イギリス領）のケイマンブラック島南西部の海岸に打ち捨てられたままとなっている。座標は北緯19度41分10.40秒 西経79度52分37.83秒 / 北緯19.6862222度 西経79.8771750度。2007年にはハリケーンによりほとんど崩壊した。2013年現在、船名がすべて切り取られた状態となっている。

## 家族
ゴールデン・グローブ・レース参加時、クローハーストには、妻と4人の子どもがいた。息子の1人に地球学研究技術者のサイモン・クローハーストがいる。サイモンはイギリス・ケンブリッジ大学の地球科学科で上級技術者を務めている。サイモンは、2007年にガーディアン紙のインタビューで、父・ドナルドとの最後の思い出や父の失踪時の家族の様子などについて語った。

## 文学や芸術作品への影響

### 映画・テレビ番組
- 『ホース・ラティテューズ（英: Horse Latitides）』は、1975年に作成されたクローハーストに関するテレビ映画である[26]。この映画の中では、本名ではなくフィリップ・ストックトン（英: Philip Stockton）という架空の人物になっている。
- 1979年から1980年にかけて放送されたBCCのテレビドラマ『シューストリング（英語版）』の1エピソードが、正にクローハーストを思い起こさせる内容の話となっていた。この「ザ・リンク＝アップ（英: The Link-up）」というエピソードは1979年11月に放送された。このエピソードは、ジミー・コールファックス（英: Jimmie Colefax）という人物が主人公で、ジミーは自作のボートで世界一周に挑戦するという話である。そして、あるアマチュア無線家が、ジミーの送る無線通信が実際にはブリストルにある小屋から送信されていることを突き止めた。
- 1982年のフランス映画『Les Quarantièmes rugissants』は、クローハーストの話をもとにしたストーリーとなっている。
- 1986年のソビエト映画『Гонка века』は、ゴールデン・グローブ・レース（英語版）とドナルド・クローハーストの運命を題材に劇的な演出がなされていた。この映画では、魂をすり減らす「きりのないばかげた競争（Rat Race）」ばかりの資本主義社会における競技会という着想に主眼が置かれている。そこでは、子どもを含む社会に属する人々すべてが絶えずプレッシャーに苛まれており、失敗や貧困を許すことなどできないとされた。この映画の中でクローハーストは、とても正直な人物で、自身の破産寸前の財務状況と強欲な実業家ベストによって、危険で勝ち目のない航海へと赴かざるを得なくなったという風に描かれている。このシナリオは、事実に基づきながらも自由な創作がなされている。たとえば、破滅へと向かう中でのクローハーストの役割を軽視していたり、テトリーは1972年に自殺していたにもかかわらず、クローハーストの緊迫感を増加させるためか、レース中のボートの沈没によって死んだことになったりしている。クローハーストの自殺は、おもに不道徳な社会において、道徳的な人間が生活することが不可能であるという点が原因とされている。セーリングの現実的な描写や、クローハーストの家族の愛らしさ、クローハーストが狂気に陥って宿命論へといたる演技の迫力はこの映画のハイライトといえる。この映画は人目を引くことはないままで、今日ではおもにロシア人女優のナタリア・グセヴァ（ナタリア・ムラシュケヴィッチ）（ロシア語版）がクローハーストの娘・レイチェル役で出演していたことで知られる。
- イギリスの芸術家タシタ・ディーン（英語版）は、『ディスアピアランス・アット・シー（英: Disappearance at Sea）』と題して、クローハーストの話を一部下敷きにした映像作品を2本制作している。またケイマンブラック島へとボートの残骸を訪ね、『テインマス・エレクトロン（英: Teignmouth Electron）』と題する写真集を刊行した[27][28][29]。
- イギリスのテレビ局・フィルム4（英語版）は、2006年にこの事件をもとにしたドキュメンタリー映画『ディープ・ウォーター（英語版）』を製作した。この映画は、クローハーストの遺した音声テープやビデオテープと、過去の映像フィルムやインタビュー映像からクローハーストの航海について再構築した作品である。公開時、ニューヨーク・タイムズ紙に「心を奪われる」と評された。
- 2013年10月、コリン・ファースとケイト・ウィンスレットがクローハーストとその妻クレアを演じる映画の製作が発表された。結局、ジェームズ・マーシュを監督に据え、『喜望峰の風に乗せて』と題された映画は、2015年6月からテインマス（英語版）で撮影が開始された。主演はコリン・ファースとレイチェル・ワイズ、助演としてデヴィッド・シューリス、ケン・ストット、ジョナサン・ベイリーが出演している[30][31]。
- 2017年、サイモン・ラムリーが監督した『クローハースト（英語版）』が公開された。この映画のエグゼクティブ・プロデューサーはニコラス・ローグであり、1970年代にこのストーリーで映画を撮影しようと試みていた。

### 舞台
- 1991年のエディンバラ・フリンジ・フェスティバルにおいて、『ストレンジ・ヴォヤージュ（英: Strange Voyage）』と題された一人芝居が上演された。公演会場はエディンバラ、リース（英語版）のダルメニー通りにあるかつてのウクライナ人教会ホールであった。クローハーストの日誌と無線通信のやり取りをもとにした絶望にまみれた悲痛なストーリーは、恥辱よりも死を選ぶ心理を描き出している。
- 脚本家兼俳優のクリス・ヴァン・ストランダーは1999年に『ダニエル・ペリカン』という戯曲を書いた。同作はクローハーストの物語を1920年代に落とし込んでいる。ニューヨークの灯台船・フライパン（FRYING PAN）の船上で上演する前提で書かれた作品である。
- 1998年、ニューヨークを中心に活動する劇団、ザ・ビルダーズ・アソシエーション（英: The Builders' Association）の舞台『ジェット・ラグ（英: Jet Lag）』の前半部分は、クローハーストの物語を下敷きに制作されている。登場人物の名前はリチャード・ディアボーンに変更されている。
- ジョナサン・リッチの舞台脚本『ザ・ロンリー・シー（英: The Lonely Sea）』は、1979年のサンデー・タイムズ国際学生脚本コンテスト（英: Sunday Times International Student Playscript competition）で準優勝を飾り、同年にエディンバラのナショナル・ユース・シアター（英: National Youth Theatre）で上演された。1980年にはプロの劇団によって初演されている。この際、題名は『シングル・ハンデッド（英: Single Handed）』と改題され、クロイドンのウェアハウス・シアター（英: Warehouse Theatre）で上演された[32]。
- 1998年発表のオペラ『レイヴンズヘッド（英: Ravenshead）』はドナルド・クローハーストの話をもとにしている。スティーヴン・マッケイ（英語版）が作曲を行い、リンド・エッカートをソロ、ポール・ドレッシャー・アンサンブルがオーケストラを担当した。
- 俳優兼脚本家のダニエル・ブライアンは、2004年に舞台『オルモスト・ア・ヒーロー（英: Almost A Hero）』で賞を受賞している。この舞台ではクローハーストの航海を扱っており、狂気に蝕まれ死へと転落していく様が描かれている。
- 2015年、カルガリーにおいて、カナダを本拠地として活動するアルバータ・シアター・プロジェクツ（英: Alberta Theatre Projects）は、ゴースト・リバー・シアターと共同で、エリック・ローズとデイヴィッド・ヴァン・ベル作のマルチメディア演劇『ザ・ラスト・ヴォヤージュ・オヴ・ドナルド・クローハースト（英: The Last Voyage of Donald Crowhurst）』を初演した[33]。
- 2016年、オタワのフレッシュ・ミート・フェスティバルで、俳優のジェイク・ウィリアム・スミスがクローハーストを描いた「クローズ・ネスト（英: Crow's Nest）」と題された一人芝居を上演している[34]。

### 小説
- フランスの作家イザベル・オーティシエ（フランス語版）は、2009年にクローハーストの航海をもとにした小説『Seule la mer s'en souviendra』を出版した。また、作者である彼女自身も有名なセーラーである。
- 1993年に出版されたロバート・ストーンによる小説『アウターブリッジ・リーチ（英語版）（英: Outerbridge Reach）』はクローハーストの報告をもとにした小説である。
- ジョナサン・コウ（英語版）の2010年出版の小説『ザ・テリブル・プライバシー・オヴ・マクスウェル・シム（英語版）（英: The Terrible Privacy of Maxwell Sim）』のタイトルになっているキャラクターは、クローハーストの物語に取りつかれている。
- 2010年の紀行小説『トラヴェルズ・ウィズ・ミス・シンディ（英: Travels with Miss Cindy）』は、疲れ果てた一人旅の最後の6日間の終わりに向かっていく中で、ドナルド・クローハーストが小さなカタマランに乗って現れ、ミス・シンディをケイマンブラック島の浜辺のテインマス・エレクトロンへと導く[35]。

### 詩
- アメリカ人詩人のドナルド・フィンケル（英語版）が1987年に発表した本1冊にわたる物語詩『ザ・ウェイク・オヴ・ジ・エレクトロン（英: The Wake of the Electron）』は、クローハーストの死へと向かう航海を題材としている。

### その他
- 精神病学者のエドワード・M・ポドヴォル医学博士は、1990年にハーパーコリンズ社より刊行した著書『ザ・セダクション・オヴ・マッドネス：レヴォリューショナリー・インサイツ・イントゥ・ザ・ワールド・オヴ・サイコシス・アンド・ア・コンパッショネート・アプローチ・トゥ・リカバリー・アット・ホーム（英: The Seduction of Madness: Revolutionary Insights into the World of Psychosis and a Compassionate Approach to Recovery at Home）』の中で、ドナルド・クローハーストの航海について詳細な評価・考察を行っている。考察はクローハーストの日誌と、その中で明かされていく精神状態の変化と悪化に焦点を当てている。
- イギリスのミュージシャン、サード・アイ・ファウンデーション（英語版）は、「ドナルド・クローハースト（英: Donald Crowhurst）」（『ゴースト（英語版）（英: Ghost）』収録）と題された楽曲を発表している。
- イギリスのジャズミュージシャン、ジャンゴ・ベイツは、1997年に「ザ・ストレンジ・ヴォヤージュ・オヴ・ドナルド・クローハースト（英: The Strange Voyage of Donald Crowhurst）」（『ライク・ライフ（英: Like Life）』収録）と題された楽曲を発表している[36]。
- スコットランドのバンド、キャプテン・アンド・ザ・キングスは、2011年初めにクローハーストの所業を題材にした『イット・イズ・ザ・マーシー（英: It is The Mercy）』と題されたシングルを発表している[37]。
- イギリスのバンド、アイ・ライク・トレインズ（英語版）は、クローハーストの物語をもとにした「ザ・デセプション（英: The Deception）」（『エレジーズ・トゥ・レッスンズ・ラーント（英語版）（英: Elegies to Lessons Learnt）』収録）という楽曲を作曲した[15][38]。
- 南ロンドンのハードコア・パンクバンド、レイ・イット・オン・ザ・ライン（英語版）は、クローハーストの話を題材とした9曲入りコンセプトミニアルバム『クローハースト（英: Crowhurst）』を2013年にリリースしている。
- フォークソング歌手で、俳優、作家でもあるベンジャミン・アキラ・タラミーは、クローハーストの転落と海上での死を題材とした楽曲「ザ・テインマス・エレクトロン（英: The Teignmouth Electron）」を作曲し、2014年10月19日にリリースしている。
- イングランドのエモバンド、クラッシュ・オヴ・ライノス（英語版）は、2013年に「スピーズ・オブ・オーシャン・グレイハウンズ（英: Speeds of Ocean Greyhounds）」と題された楽曲を発表している。この楽曲は、バンド2枚目にして最後のアルバム『ノッツ （英: Knots）』の最後の楽曲であり、クローハーストの航海と海上での最後の日々を題材としている。
- アメリカ合衆国のプログレッシブ・ロックバンド、OSI（英語版）は、クローハーストの話に着想を得たと見られる「レディオログ（英: Radiologue）」（『ブラッド（英語版）（英: Blood）』収録）という楽曲を発表している。